# Yatton Keynell
 (septembre 2023).
Yatton Keynell est une paroisse civile et un village du Wiltshire, en Angleterre.